# 北島町立北島中学校
北島町立北島中学校（きたじまちょうりつ きたじまちゅうがっこう）は、徳島県板野郡北島町高房字東野神ノにある公立中学校。通称「北中（きたちゅう）」。

## 沿革
- 1947年 - 新学制により開校。
- 1951年 - 校歌および校旗制定。
- 1997年 - 創立50周年記念式典を開催。
- 2000年 - 藍青賞受賞。
- 2010年 - 新校舎完成。1階の玄関ホールには竹宮惠子が寄贈した「地球（テラ）へ…」のイラストが飾られた[1]。

## 校歌
- 作詞: 澤潟久孝
- 作曲: 山田耕筰

## 校訓
- 健康
- 至誠
- 勤勉

## 部活

### 運動部
- 野球部
- サッカー部
- ソフトテニス部（男子）
- ソフトテニス部（女子）
- 陸上部（男女）
- バスケットボール部（男子）
- バスケットボール部（女子）
- バレーボール部（女子）
- 卓球部（男子）
- 卓球部（女子）
- 剣道部
- 柔道部
- バドミントン部

### 文化部
- 吹奏楽部
- 美術部
- 科学部
- 茶道部
- 生活科学部

## 著名な卒業生
- 竹宮惠子（漫画家）[1]

## 最寄駅
- JR高徳線勝瑞駅
- JR高徳線吉成駅

## 関連学校
- 北島町立北島小学校
- 北島町立北島北小学校
- 北島町立北島南小学校

## 通学区域が隣接している学校
- 松茂町立松茂中学校
- 鳴門市大麻中学校
- 藍住町立藍住東中学校
- 徳島市応神中学校
- 徳島市川内中学校

## 著名な出身者
- 竹宮惠子（漫画家、京都精華大学元学長）
- 宮崎竜成（野球選手）
- 村田秀亮（お笑い芸人、「とろサーモン」メンバー）
- 吉川沙織（政治家、参議院議員）